# Philippe Jordan
Philippe Jordan (nacido el 18 de octubre de 1974 en Zúrich, es un director de orquesta suizo. Es hijo del director de orquesta Armin Jordan y, desde 2009, es director musical de la Ópera Nacional de París. Es también el director musical de la Orquesta Sinfónica de Viena hasta 2020. 

## Biografía
Philippe Jordan toma clases de piano a partir de los 6 años. Se unió al Zürcher Sängerknaben dos años después y comienza con el violín a los 11 años. Entró en el conservatorio de Zúrich en 1994, y obtuvo el diploma de piano. También trabajó con el compositor suizo Hans Ulrich Lehmann y su padre y asistió a Jeffrey Tate en el Anillo de Wagner presentado en el Théâtre du Châtelet.
Durante la temporada 1994/1995, Philippe Jordan fue nombrado maestro de la capilla y asistente de James Allen Gähres en el Teatro de Ulm en Ulm (la ciudad donde dirigió el joven Karajan). Hizo su debut el año siguiente en el Théâtre de la Monnaie en Bruselas, dirigiendo Don Pasquale. Actuó posteriormente en Ginebra, Berlín, Viena y París.
De 1998 a 2001, Philippe Jordan es maestro de capilla y ayudante de Daniel Barenboim en la Ópera Estatal de Berlín, donde se convirtió en el principal director invitado desde 2006 a 2010. Recibió su primera puesto de dirección en 2001, cuando fue nombrado director musical de la Ópera de Graz y la Filarmónica de Graz, una posición que mantuvo hasta 2004. Jordan fue invitado a dirigir las orquestas Filarmónica de Berlín, Viena, Radio de Francia, Nueva York, Múnich, la Vienna Symphony Orchestra, la Orquesta de la Suisse Romande, la Philharmonia, la de la NDR de Hamburgo, DSO Berlín, la Academia Nacional de Santa Cecilia de Roma, la Tonnhalle Zúrich, Seattle, Detroit, St. Louis, Filadelfia, Washington, Indianápolis, Cleveland y Chicago.
Su actividad se centra principalmente en el repertorio operístico, siendo invitado a menudo en el extranjero, donde dirigió Sansón y Dalila en Houston, Carmen en Glyndebourne en 2002, El Murciélago en Nueva York, La flauta mágica, Salomé y Sansón y Dalila en Londres, Werther en Viena, Cosi fan tutte y Rienzi en Salzburgo, Parsifal, Arabella y Tristán e Isolda en Múnich, Tannhäuser en Baden-Baden, Parsifal y Los maestros cantores en Bayreuth, El caballero de la rosa en La Scala o el Anillo y Doktor Faust en Zúrich.
En octubre de 2011, Philippe Jordan fue nombrado director musical de la Orquesta Sinfónica de Viena a partir de la temporada 2014/2015. En diciembre de 2016, la orquesta anunció la extensión del contrato de Jordan como director principal hasta la temporada 2020-2021. En julio de 2017, la Ópera Estatal de Viena anunció el nombramiento de Jordan como su próximo director musical, con efecto en la temporada 2020-2021. En agosto de 2017, el Metropolitan Opera anunció que dirigiría una nueva producción de Der Ring des Nibelungen en la temporada 2018-19.
Además de dirigir, Jordán también actúa como pianista en recital y música de cámara, como en la Schubertiada de Schwarzenberg.

## La Ópera Nacional de París
Su relación con la Ópera Nacional de París comienza en 2004, cuando dirigió Ariadne auf Naxos y, a continuación, El caballero de la rosa en el 2006. Es nombrado al año siguiente director musical de laÓpera de París desde la temporada 2009-2010, por el nuevo director de la Ópera, Nicolas Joel. Comenzó sus funciones como líder de la orquesta dirigiendo el Concierto para violín de György Ligeti, con Isabelle Faust, y la Sinfonía Alpina de Richard Strauss, antes de dirigir hacia el final de la temporada los dos primeros episodios de la Tetralogía de Richard Wagner, cuya última actuación en la Ópera de París se remontaba a 1957.
Desde entonces, ha dirigido numerosas producciones: Ariadne auf Naxos, Cosi fan tutte, Las bodas de Figaro, y las dos últimas partes del anillo (Siegfried y Götterdämmerung) y el Tríptico de Puccini (Il Tabarro, Suor Angelica y Gianni Schicchi) en su segunda temporada (2010/2011); la Forza del destino, Don Giovanni, Pelléas y Mélisande y Arabella en 2011/2012; Carmen, Capriccio y una recuperación de cada componente del Anillo dado en su totalidad del 18 al 26 de junio durante la temporada 2012/2013. En 2011 se anunció que seguiría en el puesto hasta 2018.
La siguiente temporada marca el regreso de Aida a la Ópera después de medio siglo de ausencia, después dirige Elektra, La flauta mágica, Tristán e Isolda y dirige el ballet de Balanchine / Millepied con la Sinfonía en C de Bizet y Daphnis y Chloé de Ravel. Dirige tres producciones en 2014/2015: El rapto en el serrallo, Pelléas et Mélisande y la entrada en el repertorio del Rey Arturo de Chausson con un destacado elenco (Alagna, Hampson, Koch). en 2015 se anunció que se prorrogaba su contrato hasta 2021.
Moisés y Aarón, La condenación de Fausto, Los maestros cantores de Núremberg y El caballero de la rosa en 2015/2016 marcaron la primera temporada construida en su totalidad con el nuevo director general de la Opera, Stéphane Lissner, designado en 2013 y en funciones desde septiembre de 2014. En su octava temporada al frente de la orquesta de la Opera, ha dirigido Sansón y Dalila, Los cuentos de Hoffmann, Lohengrin, Cosi fan tutte y una versión de concierto de Beatrice e Benedicto como parte de un ciclo Berlioz. Para abrir la temporada 2017/2018 dirige la versión francesa original de Don Carlos de Verdi, con un reparto excepcional (Kaufmann, Yoncheva, Garanca, Tézier y Abdrazakov), y Pelléas et Mélisande, Cosi fan tutte, Benvenuto Cellini y Parsifal.
Junto a sus actividades en el foso, Philippe Jordan también dirige la orquesta de la ópera en conciertos sinfónicos en París y en gira, las últimas campañas se diseñan a menudo alrededor de ciclos (sinfonías de Beethoven, Tchaikovsky, Arnold Schönberg. ..).

## Discografía
- Carmen : Glyndebourne Festival, m.e.s David McVicar, London Philharmonic Orchestra, von Otter, Haddock, Naouri, Milne (DVD OpusArte 2003) ;
- Werther : Wiener Staatsoper, m.e.s Andrei Serban, Álvarez, Garanca, Erod (DVD ORF 2005) ;
- Doktor Faust : Opernhaus Zúrich, m.e.s Klaus Michael Grüber, avec Kunde, Trattnigg, Macias, Groissbôck (DVD Arthaus Musik 2006) ;
- Salomé : Royal Opera House, m.e.s David McVicar, Michael, Moser, Volle (DVD Opus Arte 2008) ;
- Tannhäuser : Baden Baden, m.e.s Nikolaus Lehnhoff, DSO Berlin, Gambill, Nylund, Meier, Trekel, Milling (DVD RM Arts 2008) ;
- Le Nozze di Figaro : Opéra de Paris, m.e.s Giorgio Strehler, Tézier, Frittoli, Siurina, Pisaroni, Deshayes (DVD Bel Air Classics 2010) ;
- Pelléas et Mélisande : Opéra de Paris, m.e.s Robert Wilson, Degout, Tsallagova (DVD Naïve 2013) ;
- Integral de las nueve sinfonías de Beethoven : Opéra de Paris (DVD 2016).
- Integral de los conciertos para piano de Beethoven, con François-Frédéric Guy y la Orchestre Philharmonique de Radio-France (Naïve 2008-2009) ;
- Eine Alpensinfonie de Strauss, con la Orchestre de l'Opéra national de Paris (Naïve 2010) ;
- Debussy, Stravinsky et Ravel (Prélude à l'après-midi d'un faune, Le Sacre du printemps, Boléro), con la Orchestre de l'Opéra national de Paris (Naïve 2013) ;
- extractos del Ring de Wagner, con la Orchestre de l'Opéra national de Paris y Nina Stemme (Erato 2013) ;
- Réquiem de Verdi, con la Orchestre de l'Opéra national de Paris, Kristin Lewis, Violeta Urmana, Piotr Beczala y Ildar Abdrazakov (Erato 2013) ;
- Ravel : Daphnis et Chloé (ballet integral) y La Valse, con la Orchestre et les chœurs de l'Opéra national de Paris (Erato 2014) ;
- Symphonie Pathétique de Tchaïkovski, con la Wiener Symphoniker (2014) ;
- Symphonies 7 et 8 de Schubert, con la Wiener Symphoniker (2015).